# Milano-Torino 2019
La Milano-Torino 2019, centesima edizione della corsa, valevole come evento dell'UCI Europe Tour 2019 e della Ciclismo Cup 2019, di categoria 1.HC, si è svolta il 9 ottobre 2019 su un percorso di 179 km, con partenza da Magenta ed arrivo a Superga (Torino), in Italia. La vittoria è stata appannaggio del canadese Michael Woods, il quale ha terminato la gara in 4h03'48", alla media di 44,053 km/h, precedendo lo spagnolo Alejandro Valverde e il britannico Adam Yates.

## Squadre e corridori partecipanti
| N.      | Cod. | Squadra                     |
| ------- | ---- | --------------------------- |
| 1-7     | TFS  | Trek-Segafredo              |
| 11-17   | ANS  | Androni Giocattoli-Sidermec |
| 22-27   | AST  | Astana Pro Team             |
| 31-37   | TBM  | Bahrain-Merida              |
| 41-47   | BRD  | Bardiani CSF                |
| 51-57   | BOH  | Bora-Hansgrohe              |
| 61-67   | CPT  | CCC Team                    |
| 71-77   | DQT  | Deceuninck-Quick Step       |
| 81-87   | EF1  | EF Education First          |
| 91-97   | GFC  | Groupama-FDJ                |
| 101-107 | LTS  | Lotto Soudal                |

| N.      | Cod. | Squadra                       |
| ------- | ---- | ----------------------------- |
| 111-117 | MTS  | Mitchelton-Scott              |
| 121-127 | MOV  | Movistar Team                 |
| 131-137 | NSK  | Neri Sottoli Selle Italia KTM |
| 141-147 | NIP  | Nippo-Vini Fantini-Faizanè    |
| 151-157 | PCB  | Team Arkéa-Samsic             |
| 161-167 | TDD  | Team Dimension Data           |
| 171-177 | INS  | Team Ineos                    |
| 181-187 | TKA  | Team Katusha Alpecin          |
| 191-197 | SUN  | Team Sunweb                   |
| 201-207 | UAD  | UAE Team Emirates             |

## Ordine d'arrivo (Top 10)
| Pos. | Corridore          | Squadra      | Tempo    |
| ---- | ------------------ | ------------ | -------- |
| 1    | Michael Woods      | EF Ed. First | 4h03'48" |
| 2    | Alejandro Valverde | Movistar     | s.t.     |
| 3    | Adam Yates         | Mitchelton   | a 5"     |
| 4    | Tiesj Benoot       | Lotto        | a 10"    |
| 5    | David Gaudu        | Groupama     | s.t.     |
| 6    | Egan Bernal        | Ineos        | s.t.     |
| 7    | Bauke Mollema      | Trek         | a 23"    |
| 8    | Jakob Fuglsang     | Astana       | a 33"    |
| 9    | Kevin Rivera       | Androni      | s.t.     |
| 10   | Enric Mas          | Deceuninck   | a 38"    |